# Iglesia de San Salvador (Brescia)
La basílica de San Salvador (en italiano: basilica di San Salvatore) es una basílica de origen medieval que se encuentra en Brescia, Lombardía, Italia septentrional, en el interior del conjunto de Santa Julia. Fundada en el año 753 como iglesia del monasterio femenino de San Salvador, en el curso de los siglos fue muy a menudo reconstruida y entró a formar parte del nuevo conjunto, cuya iglesia dedicada a Santa Julia, fue terminada en el año 1599. Ahora es un museo. El complejo monástico es famoso por la diversidad de su arquitectura que incluye restos romanos y edificaciones significativas prerrománicas, románicas y renacentistas.
El monasterio es tradicionalmente considerado el lugar donde Desiderata, esposa de Carlomagno e hija del rey lombardo Desiderio, pasó su exilio después de la anulación de su matrimonio en el año 771.
En 2011, fue declarado Patrimonio de la Humanidad como parte del grupo de siete bienes inscritos como Centros de poder de los longobardos en Italia (568-774 d. C.) (ref. 1318-003).

## Historia

Iglesia de San Salvador en Brescia

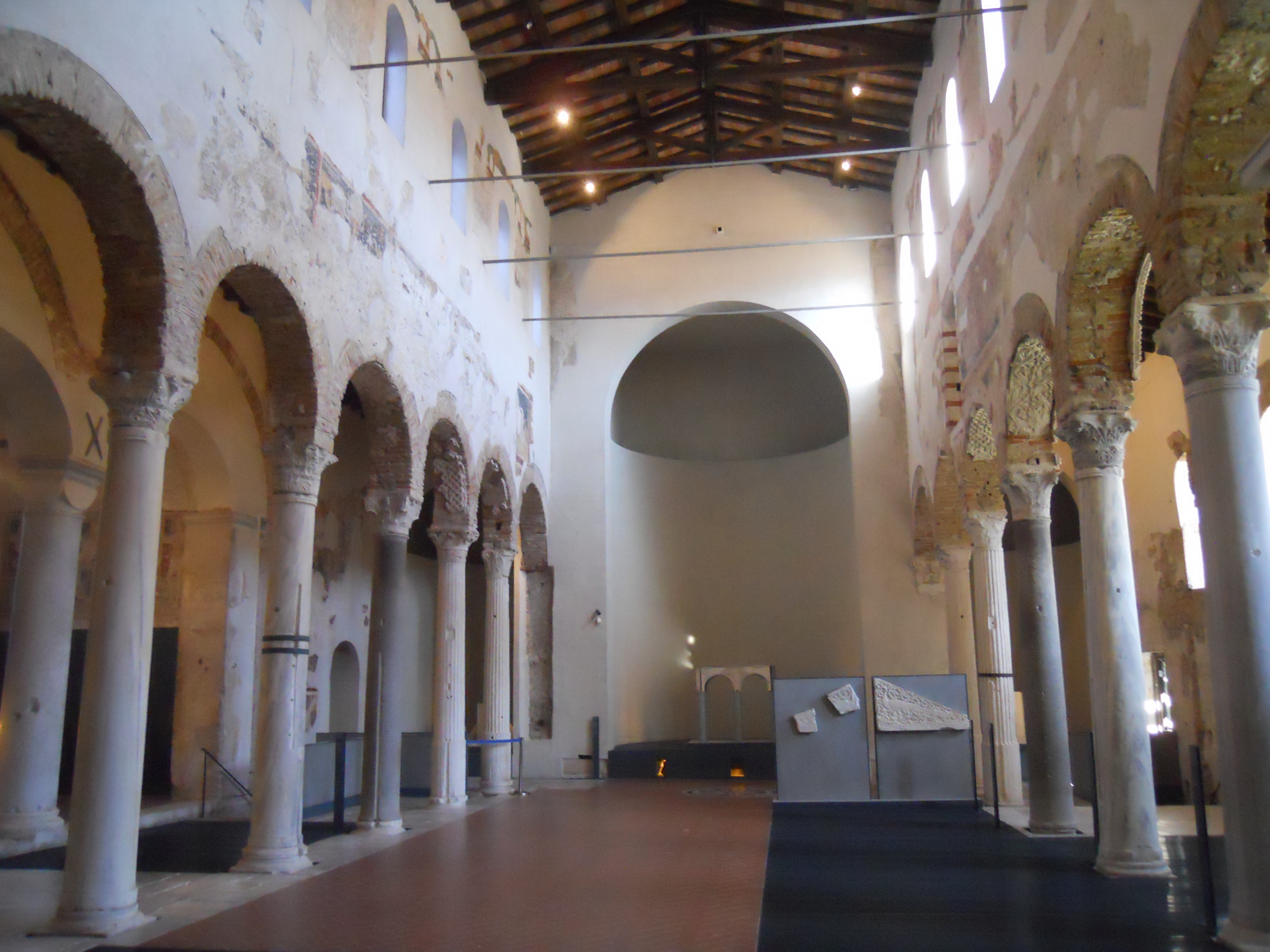
Interior de la iglesia de San Salvador en Brescia

El monasterio y su iglesia fueron fundados en el 753 por el duque de Brescia Desiderio, futuro rey de los lombardos, y por su esposa Ansa, que dejó a cargo del conjunto a su hija Anselperga como primera abadesa; la cripta fue realizada en el 759-760. Después de que Carlomagno derrotara a los lombardos, San Salvador mantuvo sus privilegios como una institución real, y amplió sus posesiones.
Alfredo el Grande visitó este monasterio cuando marchó a Roma en los años 850. Más tarde fundó su propio monasterio de monjas en Dorset, la abadía de Shaftesbury, poniendo a su propia hija a cargo; aunque no hay evidencias claras, es posible que tomase su inspiración de este monasterio.
En el siglo XII, la mayor parte de los edificios fueron reconstruidos o restaurados en el estilo románico, y se erigió el oratorio de Santa María en Solario. En el siglo XV, todas las estructuras volvieron a restaurarse y se le añadió un dormitorio. En 1599 se terminó la iglesia de Santa Julia. De esta manera el característico estilo lombardo se vio afectado por las numerosas y diversas tipologías arquitectónicas que le sucedieron.
El monasterio fue suprimido en 1798 después de la invasión francesa de Lombardía, y convertida en barracones. Siguió en mala condición hasta 1882, cuando se convirtió en Museo de la Edad Cristiana; la decadencia sin embargo no se detuvo del todo hasta 1966, con una restauración general y la creación de un nuevo Museo de Santa Julia.

## Arquitectura

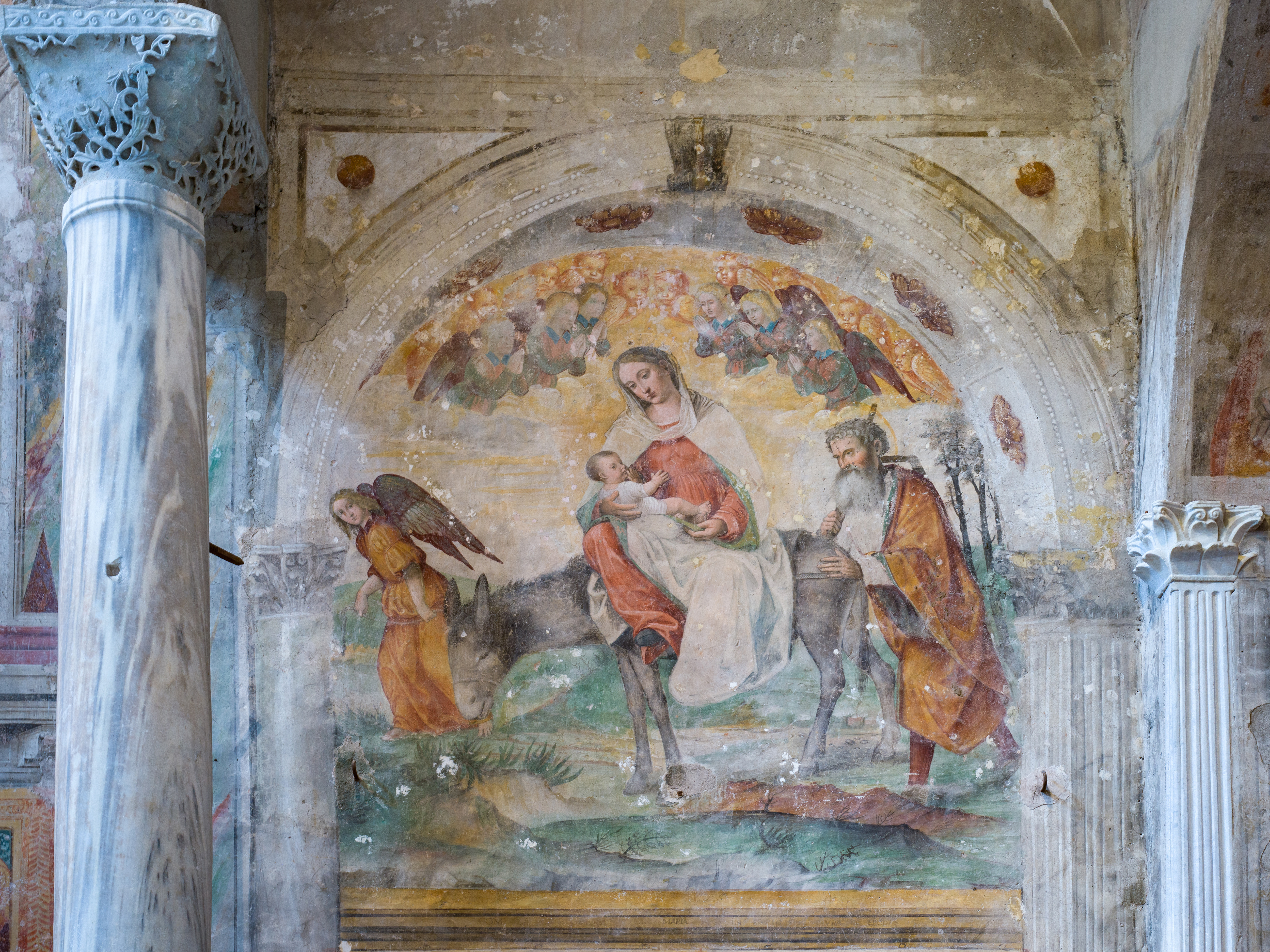
Fresco de la Huida a Egipto de Paolo Caylina el Joven en la iglesia de San Salvatore del complejo del Museo di Santa Giulia de Brescia.

Del núcleo originario se conserva la estructura de tres naves separadas por columnas y capiteles en parte de la edad clásica y reutilizadas en el nuevo edificio, en parte de manufactura bizantina, en parte creación original in loco. La iglesia, con transepto de tres ábside, estuvo totalmente decorada con estucos y frescos, tanto que constituyó, junto con el Templete de Cividale, uno de los más ricos y mejor conservados conjuntos ornamentales de la Alta Edad Media. En gran parte perdida la decoración de la cripta, también ella de tres ábsides, sí que se ha conservado el conjunto litúrgico de mármol.
En el interior de San Salvador se pueden admirar frescos de Paolo da Caylina el Joven y Floriano Ferramola, así como algunos frescos procedentes de la época carolingia. El coro de las monjas, construido en el año 1466, se convirtió en presbiterio en el siglo XVI. A la derecha de la entrada se encuentra situada la capilla construida en la base del campanario, revestida por dentro y por fuera con el ciclo de las Historia de san Obizio pintadas por el Romanino entre 1526 y 1527. Sobre el lado opuesto se abre la capilla de la Virgen, totalmente decorada con el ciclo de las Historia de la Virgen y de la infancia de Cristo pintado por Caylina después de 1527 y conservado integralmente. La capilla de San Juan Bautista, adyacente al este, por el contrario mantiene parte de las Historias de San Juan Bautista, ciclo de frescos ejecutado por un maestro lombardo del siglo XIV. Por su parte, a Floriano Ferramola se debe el San Miguel Arcángel pintado al fresco a la derecha de la entrada principal, sobre la fachada de la iglesia.
En la última capilla de la nave izquierda está expuesto el grupo de las terracotas arquitectónicas procedentes de la misma iglesia y originariamente parte de un semejante aparato monumental, mientras que en pocos puntos de la iglesia se recogen los mármoles lombardos fragmentados que constituyeron la decoración litúrgica original.